# Église Sainte-Marie-des-Mongols
 (février 2025).
L'église Sainte-Marie-des-Mongols d’Istanbul (en grec : Θεοτόκος Παναγιώτισσα [lit. La Très Sainte porteuse de Dieu] ou Παναγία Μουχλιώτισσα [lit. La Très Sainte (Marie) des Mongols] ; en turc : Kanlı Kilise [lit. l’église du sang] est une église orthodoxe de rite oriental. C’est la seule église d’Istanbul qui ne fut jamais convertie en mosquée, demeurant au cours des siècles une église grecque orthodoxe.

## Emplacement
Cette église, qui n’est généralement pas ouverte au public, est située dans l'actuel district de Fatih, près du quartier historique du Phanar. Protégée par de hauts murs, elle se trouve au sommet d’une colline surplombant la Corne d'Or, près de l’imposant collège grec orthodoxe du Phanar.

## Histoire

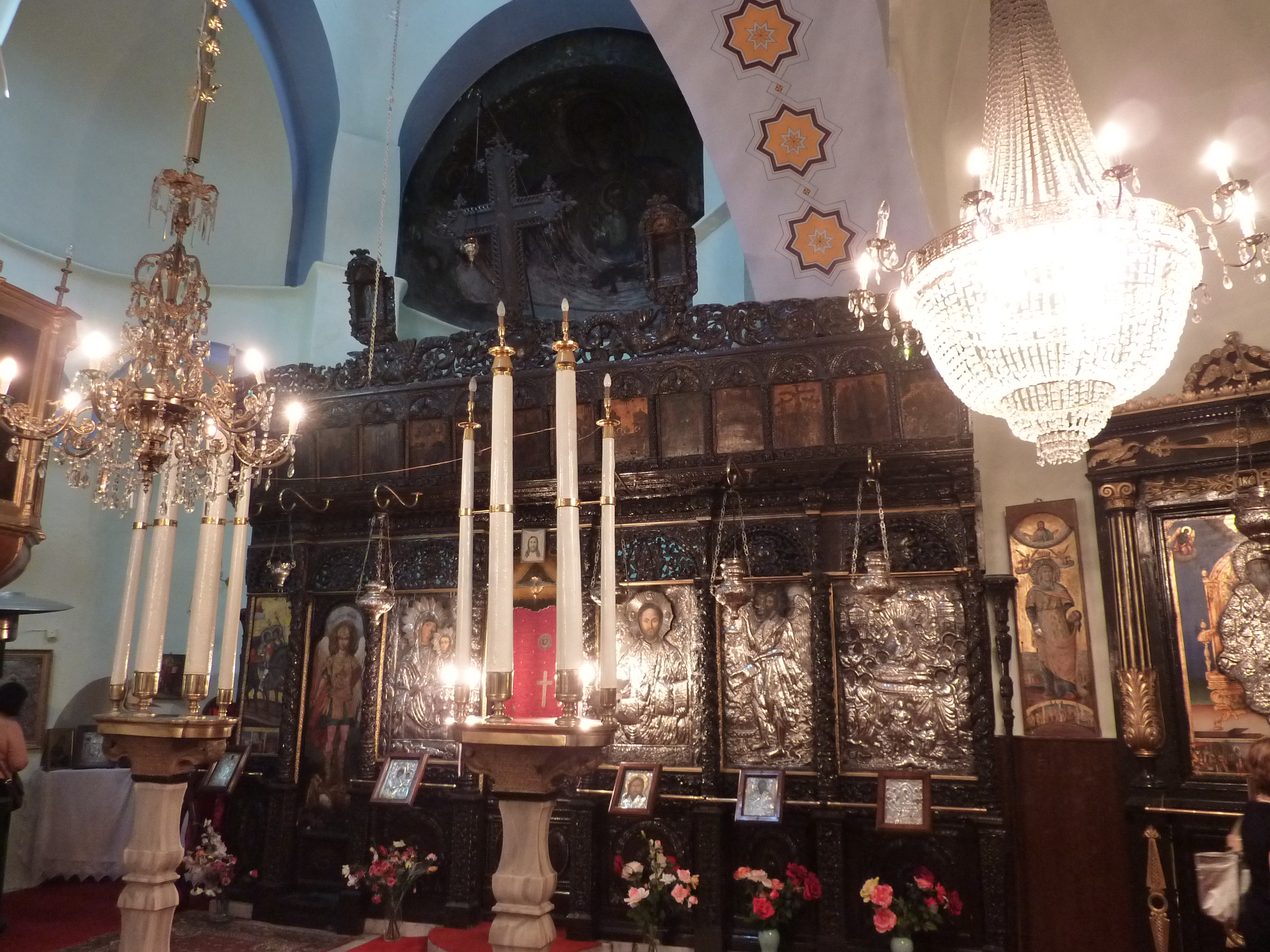
Le templon, à l’intérieur de l’église, séparant la nef du chœur.

Au début du VIIe siècle, la princesse Sopatra, fille de l’empereur byzantin Maurice, et sa compagne Eustolia firent bâtir un couvent sur les pentes de la cinquième colline de Constantinople. Le terrain, jusque-là utilisé comme cimetière, fut donné par l’empereur ; il se trouvait non loin de la citerne d’Aspar ou grande citerne de la ville. L’église fut dédiée à sainte Eustolia. Au cours du XIe siècle on y adjoignit un monastère. Dédié à "Tous les Saints", le monastère entretiendra des liens très étroits avec le monastère de la Grande Laure de l'Athos. Le monastère disparut après la conquête de Constantinople, sans doute détruit par les Latins.
En 1261, Isaac Doukas, beau-père de Georges Acropolite et oncle maternel de Michel VIII Paléologue, fit reconstruire un simple monastère d’un étage dédié à la Théotokos Panaghiotissa. Cinq ans plus tard, on agrandit l’édifice et un peintre du nom de Modestos en fit la décoration.
En 1281, Marie Paléologue, fille illégitime de l’empereur Michel VIII et veuve du khan des Ilkhanides, Abaqa, retourna à Constantinople après une absence de 15 ans. Elle acheta le terrain, les vignes qui s’y trouvaient ainsi que les restes du monastère. Elle fit réparer certains des édifices, en construisit d’autres et mit en place probablement en 1285 un couvent de femmes, dépensant sa fortune pour l’achat de reliques, d’objets de culte et de manuscrits.
Elle reçut ainsi le titre de Ktētorissa (lit. fondatrice) de l’ensemble où elle se retira jusqu’à sa mort. C’est pourquoi le couvent et l’église reçurent l’appellation de Mouchliōtissa (lit. « des Mongols »),.
Après sa mort, son beau-frère, Isaac Paléologue Asen, que Marie avait nommé par chrysobulle gardien des propriétés du couvent après sa mort, utilisa les revenus à son propre avantage, réduisant le couvent à la misère. Les religieuses intentèrent une poursuite contre lui, d’abord devant l’empereur, ensuite devant le patriarche. Isaac présenta alors un chrysobulle attestant de ses droits, mais le document fut considéré comme faux, de telle sorte que le patriarche restitua le couvent aux religieuses,.
Le couvent continua son existence jusqu’à la fin de l’Empire après quoi il fut abandonné.

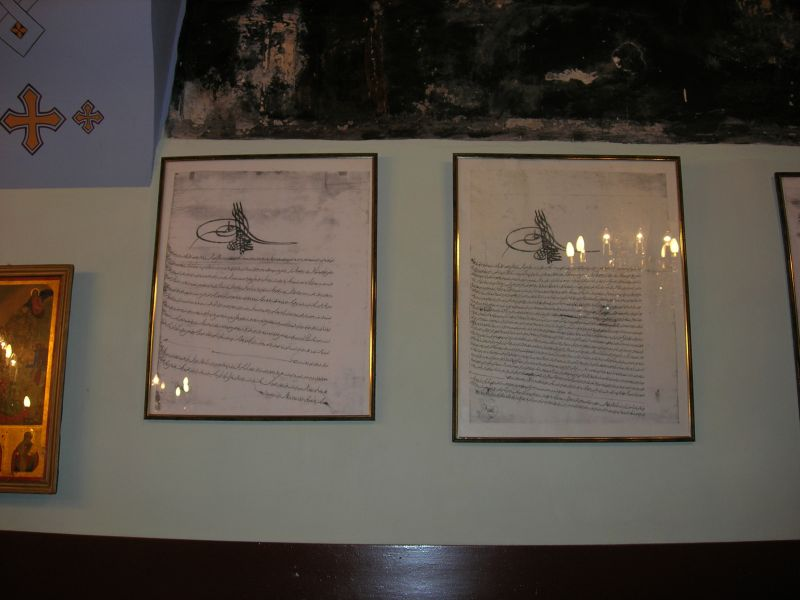
Firmans par lesquels Mehmet II et Bayazid II concédaient la propriété de l’église à la communauté grecque.

Le 29 mai 1453, jour de la chute de Constantinople, les combats firent rage aux abords de l’église et virent la dernière résistance des Grecs contre l’envahisseur. Pour cette raison, l’église acquit le surnom en turc de Kanli Kilise (lit. église du sang) et la route qui y conduisait celui de Sancaktar yokuşu (lit. montée du porte-drapeau) en honneur du porte-drapeau ottoman qui y trouva la mort.
Selon la tradition, le sultan Mehmed II fit don de l’église à la mère de Christodoulos, l’architecte grec qui construisit la mosquée du Conquérant (en turc : Fatih camii) en remerciement pour son travail. Ce don fut confirmé par Bajazet II en reconnaissance des services du neveu de Christodoulos qui construisit la mosquée portant le nom du sultan .
À deux occasions sous les sultans Sélim Ier et Ahmed II, on tenta de convertir l’église en mosquée, la dernière étant faite par le grand vizir Ali Koprülü à la fin du XVIIe siècle; mais en raison des concessions faites par Mehmet II et Bayazid II, l’église demeura paroisse de la communauté grecque. Sainte-Marie-des-Mongols devint ainsi l’une des rares églises d’Istanbul à servir au culte d’origine tout au long des siècles.
Endommagée en 1633, 1640 et 1729 par des incendies qui ravagèrent le Phanar, l’édifice fut réparé, puis élargi, perdant dans ce processus son élégance originale. Une école fut construite tout près à la fin du XIXe siècle et, en 1892, un petit clocher lui fut ajouté. L’église subit de nouveaux dommages durant les manifestations anti-grecque de 1955 et a été restaurée depuis.

## Architecture

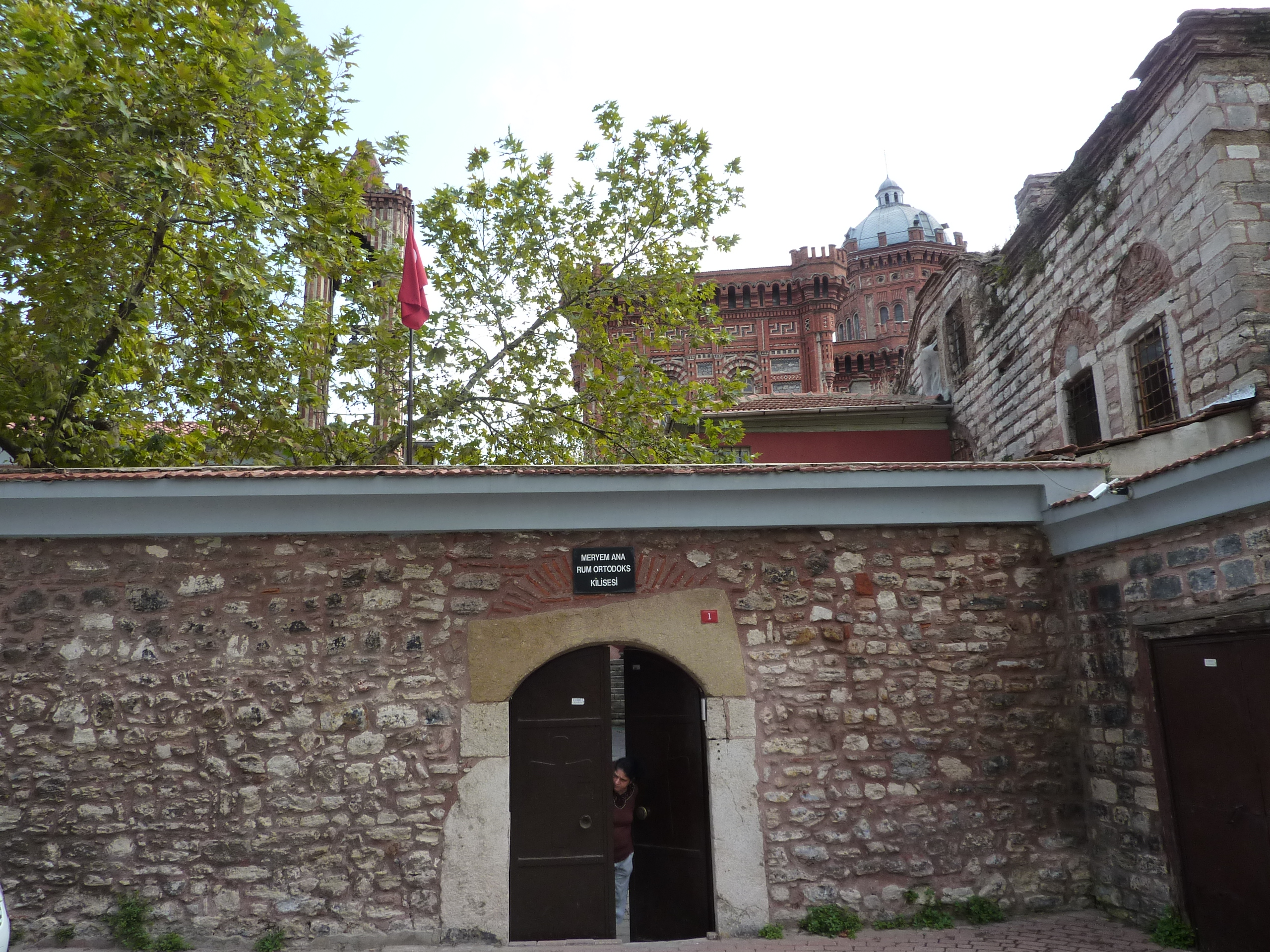
Entrée de l’ensemble. On peut voir à l’arrière-plan le collège grec orthodoxe du Phanar.

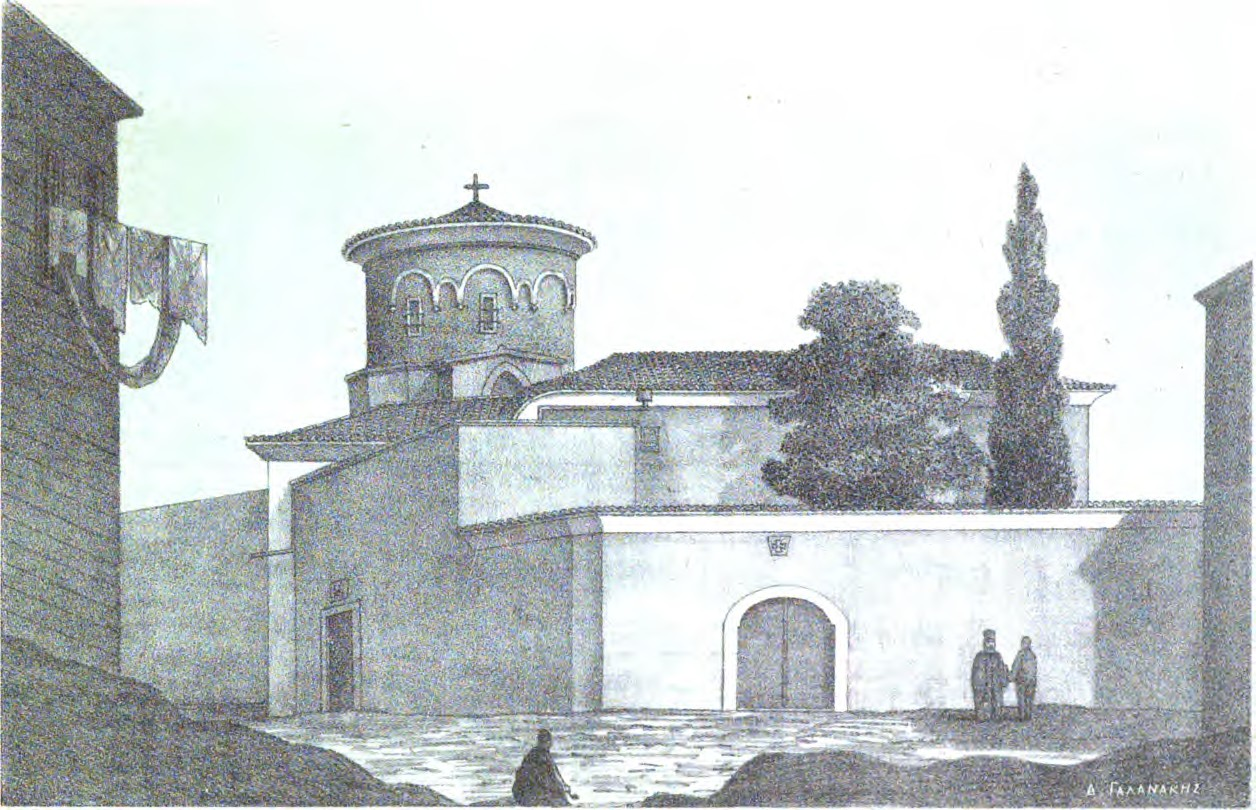
Esquisse de l’église telle qu’elle apparaissait en 1877.

L’ensemble, protégé par un haut mur, n’est généralement pas ouvert au public. Même s’il est toujours demeuré dans la communauté grecque, l’édifice a été davantage modifié que bien des églises transformées en mosquées. Il a, ou plus exactement eut, un plan en tétraconque* (les termes suivis d’un astérisque sont définis dans le glossaire) avec un dôme central situé à l’intérieur d’un tambour*, ce qui en fait un modèle unique dans l’architecture constantinopolitaine et qui, à échelle réduite, anticipe ceux de nombreuses mosquées ottomanes célèbres.
Le dôme est supporté par une croix formée de quatre demi-dômes. Le narthex* comporte trois baies, celle du centre étant couverte par une voûte en berceau*. Côté sud, l’église a été démolie et rebâtie ; le demi-dôme et la baie du narthex ont été enlevés et remplacés par trois ailes*. La décoration originale a disparu pour être remplacée par des icônes et autres ornements.
Sur le mur est on peut voir un imposant Jour du Jugement, peint possiblement par Modestos en 1266. Plus importantes sont les mosaïques dont l’une datant du XIe siècle représente la Theotokos et les quatre autres des XIIIe siècle et XIVe siècle : St. Paraskeve (I.35x0.40 m.), St. Euphemie (I.35x0.40 m.), les Trois Hiérarques (1.25x0.60 m.) et les saints Théodore (1.27x0.54 m.).
Sous l’église, les excavations sont toujours visibles et on dit qu’un passage souterrain mènerait à Sainte-Sophie, bien que les deux édifices soient éloignés de plusieurs kilomètres.
En dépit de son importance historique, l’église n’a jamais fait l’objet d’une étude architecturale exhaustive.

## Glossaire
- Aile : Constructions accessoires placées de chaque côté d’un bâtiment central et édifiées sur le même alignement; elles sont souvent moins hautes que le bâtiment central.
- Narthex : Le narthex, appelé parfois avant-nef, vestibule ou antéglise, est un portique interne ménagé à l'entrée de certaines églises qui fait transition entre l'extérieur et l'intérieur, le profane et le sacré; c'est un espace intermédiaire avant d'accéder à la nef proprement dite.
- Tambour : Étage cylindrique qui sert généralement à éclairer l'intérieur et sur lequel repose le dôme.
- Tétraconque : Terme employé pour décrire un plan en quatre-feuilles (quatre arcs de cercle appelés lobes tracés en prenant successivement pour centre les angles d'un carré de référence), notamment pour les édifices religieux à plan centré ou les grandes salles d'apparat des palais de l'Antiquité tardive.
- Voûte en berceau : voûte qui présente la face de son arc (ou intrados) faite d'une courbure constante; c’est la plus simple et la plus fréquente des voûtes.

## Source
- (en) Cet article est partiellement ou en totalité issu de l’article de Wikipédia en anglais intitulé « Church of Saint Mary of the Mongols » (voir la liste des auteurs).